# Лешек Ратиборский
Лешек Ратиборский (пол. Leszek raciborski, нем. Lestko von Ratibor, 1290/1291 — 1336) — князь Ратиборский (1306—1336) и Козленский (1334—1336).

## Биография
Единственный сын князя Пшемыслава Ратиборского и Анны Мазовецкой. Представитель опольской линии династии Силезских Пястов.
В мае 1306 года, после смерти своего отца, князя Пшемыслава Ратиборского, Лешек унаследовал Ратиборское княжество. До достижения им совершеннолетия в 1308 году регентом в Рацибуже был его дядя, князь Мешко I Цешинский. В это время доминиканскому ордену было выдано подтверждение разрешения на завершение строительства монастыря в Водзиславе. Это  событие было отмечено молитвами капитула во имя князя ратиборского за привилегии, которые он предоставляет доминиканцам.
В феврале 1327 года князь Лешек Ратиборский вместе с другими силезскими князьями принес ленную присягу на верность чешскому королю Иоганна Люксембургскому в Опаве. 
В 1334 году князь Лешек Ратиборский увеличил свои владения, выкупив у князя Владислава Бытомского Козленское княжество за 4 000 гривен серебра с условием, что в случае смерти Лешека без наследников Козленское княжество должно было вернуться к Владиславу.
Бездетный князь Лешек Ратиборский умер в 1336 году. После его смерти, в результате решения короля Чехии Иоганна Люксембургского (несмотря на сильное сопротивление верхнесилезских Пястов, которые были ближайшими родственниками Лешека по мужской линии), Ратиборское княжество было передано князю Микулашу II Опавскому, выступавшего от имени своей жены Анны, старшей сестры Лешека. Козленское княжество вернулось к князю Владиславу Бытомскому после выплаты денежной компенсации Евфимии, младшей сестре Лешека.

## Семья
В 1332 году Лешек Ратиборский женился на Агнессе Жаганьской (ок. 1321 — 1362), дочери Генрика IV Верного, князя жаганьского. Детей от этого брака не было.